# Aina Vidal
Aina Vidal Sáez, née le 22 mars 1985, est une femme politique espagnole membre de Initiative pour la Catalogne Verts (ICV) puis de Barcelone en commun (BeC).
Elle est élue députée de la circonscription de Barcelone lors des élections générales de décembre 2015.

## Biographie

### Activités politiques
Aina Vidal Sáez est membre du conseil national d'Initiative pour la Catalogne Verts.
Le 20 décembre 2015, elle est élue députée pour Barcelone au Congrès des députés et réélue en 2016.